# Ходжаев, Ирнапас
Ирнапас Ходжаев (15.05.1916 — 30.10.1944) — советский военнослужащий, участник Великой Отечественной войны, Герой Советского Союза, помощник командира взвода 717-го стрелкового полка 170-й стрелковой дивизии, старшина.

## Биография
Родился 15 мая 1916 года в селе Ромитан (ныне — город) Ромитанского района Бухарской области Узбекистана. Узбек. Образование неполное среднее. Работал в совхозе.
В 1938 году призван в Красную Армию. На фронте в Великую Отечественную войну с 1941 года. Член ВКП(б) с 1944 года. Помощник командира взвода 717-го стрелкового полка (170-й стрелковой дивизии, 42-го стрелкового корпуса, 48-й армии, 1-го Белорусского фронта) старшина Ходжаев отличился в боях за освобождение Польши летом 1944 года.
18 июля 1944 года в бою у села Семенувка заменил выбывшего из строя командира взвода и поднял бойцов в атаку. Взвод способствовал освобождению села. В этом бою Xоджаев лично уничтожил свыше 15 противников. 21 июля в бою за село Большие Тиневичи при отражении атаки противника Ходжаев вновь личным примером поднял своих бойцов в контратаку. Враг не выдержал натиска и бежал. Важный рубеж был удержан и расширен.
За эти бои старшина Ходжаев был представлен к геройскому званию. В бою 26 октября 1944 года он получил тяжёлое ранение в грудь. Через несколько дней, 30 октября, скончался в эвакогоспитале № 1252. Похоронен в селе Малая Турка.

## Награды
Указом Президиума Верховного Совета СССР от 24 марта 1945 года за образцовое выполнение боевых заданий командования на фронте борьбы с немецко-фашистскими захватчиками и проявленные при этом мужество и героизм старшине Ходжаеву Ирнапасу присвоено звание Героя Советского Союза.
Награждён орденом Ленина.

## Память
Бюсты Героя установлены в городе Ромитан и в кишлаке Кокиштуван Ромитанского района. Средняя школа кишлака носит его имя.